# Yuma
Yuma (tidligere Colorado City; derefter Arizona City og til sidst Yuma) er en by i det sydvestlige hjørne af staten Arizona i USA med 95.548(2020) indbyggere. Yuma er beliggende nær grænsen mellem USA og Mexico og er hovedsæde i Yuma County.

## Historie
På trods af at Colorado-floden blev undersøgt af spanierne i starten af 1540'erne, blev den første spanske beboelse ikke grundlagt før 1775, da Fader Francisco Garcés (som ledte missionærer i følge med soldater), grundlagde en mission tæt ved stedet, hvor floderne mødtes.
Byen Yuma opstod på grund af Californiens guldfeber. For at komme til Californien og dennes velstand, skulle guldgraverne krydse Colorado River et eller andet sted. En militærrapport fra 1846 beskriver, at floden var 186 m bred på det mest snævre sted. Kun på stedet, hvor Colorado River og Gila River mødtes, var det muligt at gøre det relativt nemt, og det gjorde stedet naturligt til bosættelse.